# Mummehaus

Das Kniep’sche Haus, Foto von 1893
mit der Fassadenbeschriftung seines Nachfolgers Franz Steger

Das Mummehaus, auch als Kniepsche Mummenbrauerei oder Steger’sches Mummehaus bezeichnet, war zunächst ein Patrizierhaus im Stil der Renaissance und zuletzt eine Schankwirtschaft am Bäckerklint Nr. 4 in Braunschweig. Das Gebäude stammte aus dem Jahr 1588. Während des Zweiten Weltkrieges wurde es 1944 durch mehrere alliierte Bombenangriffe so schwer beschädigt, dass die Ruine in der Nachkriegszeit abgerissen wurde.

## Geschichte
Auf dem Grundstück befand sich im 15. Jahrhundert ein steinernes Gebäude, das bis 1430 der Familie von Etze gehört hatte. Bis 1477 war die Familie Tonnies Eigentümerin, dann bis 1527 Mathias Volkering und bis 1587 gehörte es der Familie Jacobs. Wegen Baufälligkeit verkaufte diese es 1587 an Zacharias Clawes/Klawes, der 1588 ein neues Gebäude (Assekuranznummer 800) errichten ließ. Die Familie besaß das Haus bis 1610. Anschließend folgte bis 1631 Hennig Mummenkater, dem Hans von Walsen bis 1692 folgte und dann Nicolaus König bis 1700. Von diesem schließlich kaufte es Johann Friedrich Häseler (1669/70–1748). Die beiden Wappen Häselers und seiner Frau Anna Dorothea (geborene Schaffeld[t], 1674–1748) befanden sich über dem neuen Eingangstor. Die Tochter Margarete Elisabeth (1710–1764) war seit dem 20. Februar 1730 mit Gottlieb Haeseler (1701–1750) aus Magdeburg verheiratet. Der gemeinsame Sohn war Christoph Heinrich Haeseler († 1784), dessen Sohn der Geistliche Johann Friedrich Ludwig Häseler (1732–1797) war. Dessen Tochter Christiane Henriette Louise Häseler (* 17. September 1746) war seit 1769 mit Christoph Georg von Strombeck (1729–1801) vermählt.

### Benennung
Die Benennung „Mummehaus“ leitet sich von der Braunschweiger Mumme, einem alkoholhaltigen Getränk, ähnlich einem Starkbier, ab, das dort über Jahrzehnte hinweg gebraut und ausgeschenkt wurde. Neben H.C.F. Nettelbeck und Franz Steger betrieb Wilhelm Kniep Ende des 19. Jahrhunderts eine der Mumme-Brauereien in der Stadt. Das große, reich verzierte Haus selbst gehörte zu den Sehenswürdigkeiten der Stadt.

### Baubeschreibung

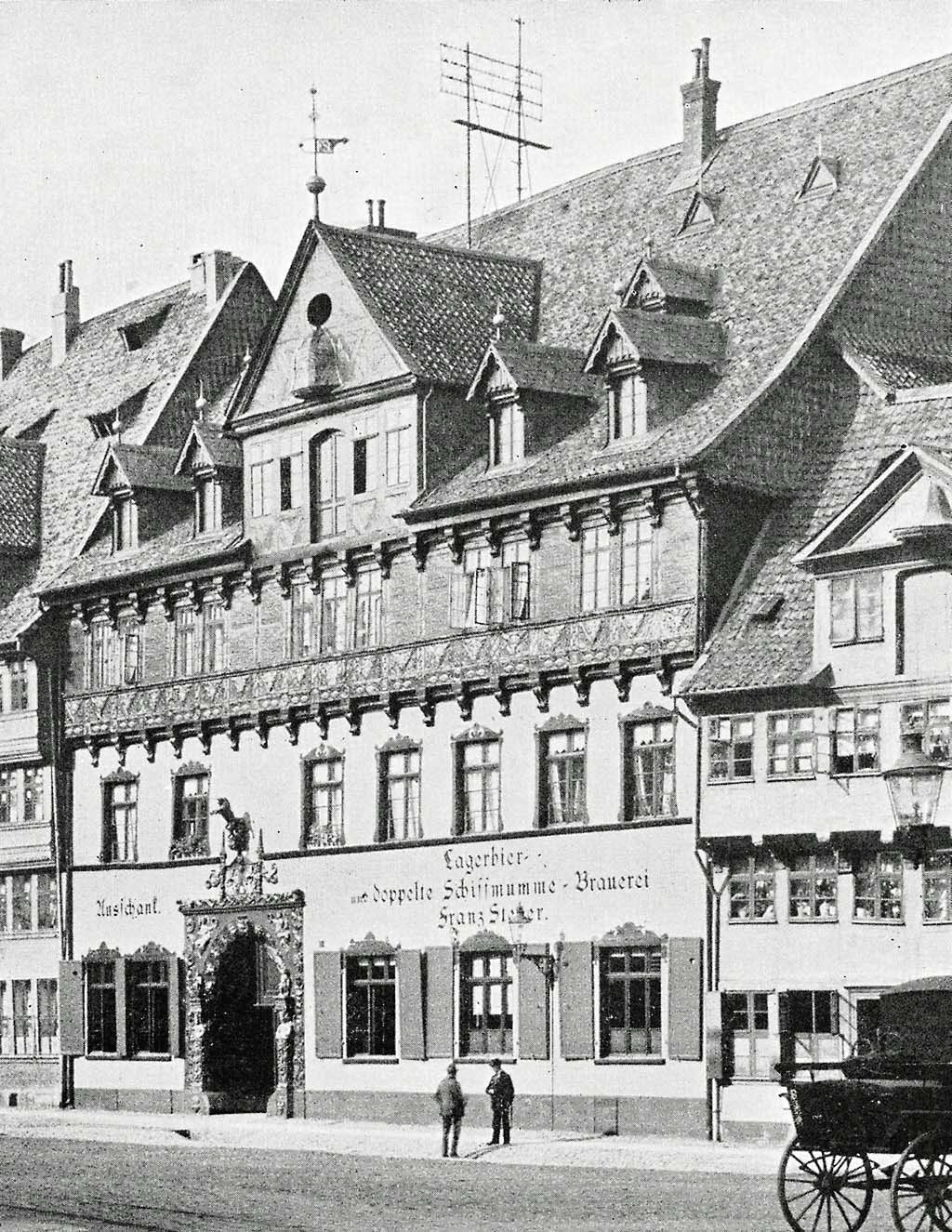
Das Mummehaus 1897

Die Fassade des traufständigen Hauses blieb ab 1588 für lange Zeit unverändert erhalten. Der Bau bestand aus zwei massiven, steinernen Untergeschossen und einem Fachwerkaufbau ab dem 2. Obergeschoss. Im Erdgeschoss war eine eingeschossige „Däle“. Das Tor zur Straße, das eine steinerne Einfassung und einen Wappenaufsatz hatte, ist nachträglich eingefügt worden, vermutlich um 1708 mit der Übernahme durch Häseler. Auch die Holzbrüstung des zweiten Obergeschosses, die spitze, nach unten gekehrte Dreiecksfüllungen zeigt, gehört laut Georg Lübke stilistisch eher zum Ende des 17. Jahrhunderts. Das 19 Spann breite Fachwerkgeschoss weist in den Brüstungsfeldern barocke Motive mit Ohrmuschelornamentik und Masken auf. Im 18. Jahrhundert kam ein großer Mittelgiebel hinzu und die kleinen Dachluken stammten aus der Mitte des 19. Jahrhunderts. Der Wappenaufsatz zeigte das Wappen der Familie Häseler, ein Agnus Dei in einem roten Feld, sowie das Wappen der Familie Schaffeld mit einem weißen Lamm in blauem Feld.
Gegenüber dem Haus steht seit 1906 der von Arnold Kramer entworfene Eulenspiegelbrunnen. Auf der gegenüber liegenden Straßenseite, Bäckerklint 11, befand sich bis zu seiner Zerstörung im Zweiten Weltkrieg das Eulenspiegelhaus.

### Zerstörung im Zweiten Weltkrieg
Die Gebäude am Bäckerklint wurden wie die unmittelbare und weitere Umgebung durch die zahlreichen Bombenangriffe während des Zweiten Weltkrieges stark, größtenteils sogar vollständig, zerstört. Insbesondere die großflächige Fachwerkarchitektur des historischen Weichbildes Altstadt, in dem Bäckerklint und Mummehaus lagen, wurde komplett vernichtet. Ganze Straßenzüge wie z. B. der Südklint, der Radeklint, die Güldenstraße, die Gördelingerstraße und die Scharrnstraße brannten entweder sofort vollständig nieder oder wurden so stark beschädigt, dass die verbliebenen Ruinen nach Kriegsende abgerissen wurden. Das einzige Bauwerk am Bäckerklint, das den Bombenkrieg fast ohne Beschädigung überstanden hat, ist der Eulenspiegel-Brunnen.
Das Mummehaus wurde bei einem Bombenangriff auf Braunschweig durch über 140 Bomber vom Typ Boeing B-17 „Flying Fortress“ der 3rd Air Division, VIII Bomber Command, Eighth Air Force der USAAF am 10. Februar 1944 gegen 11:30 so stark beschädigt, dass nur noch Teile der massiven steinernen Umfassungsmauern stehen blieben. Bei dem Angriff wurden in der Stadt 193 Personen getötet und 708 Gebäude vollständig zerstört oder beschädigt. Der verheerende Bombenangriff vom 15. Oktober desselben Jahres führte zu weiteren Beschädigungen dieses Gebäudes. Die Ruine des Mummehauses wurde nach Kriegsende abgerissen. Einzig erhalten geblieben ist ein Teil des Eingangsportals, Mummetor genannt, mit den zwei Familienwappen. Es befindet sich heute im Städtischen Museum am Löwenwall.

### Ehemalige Besitzer
- 1588 Zacharias Klawes als Erbauer

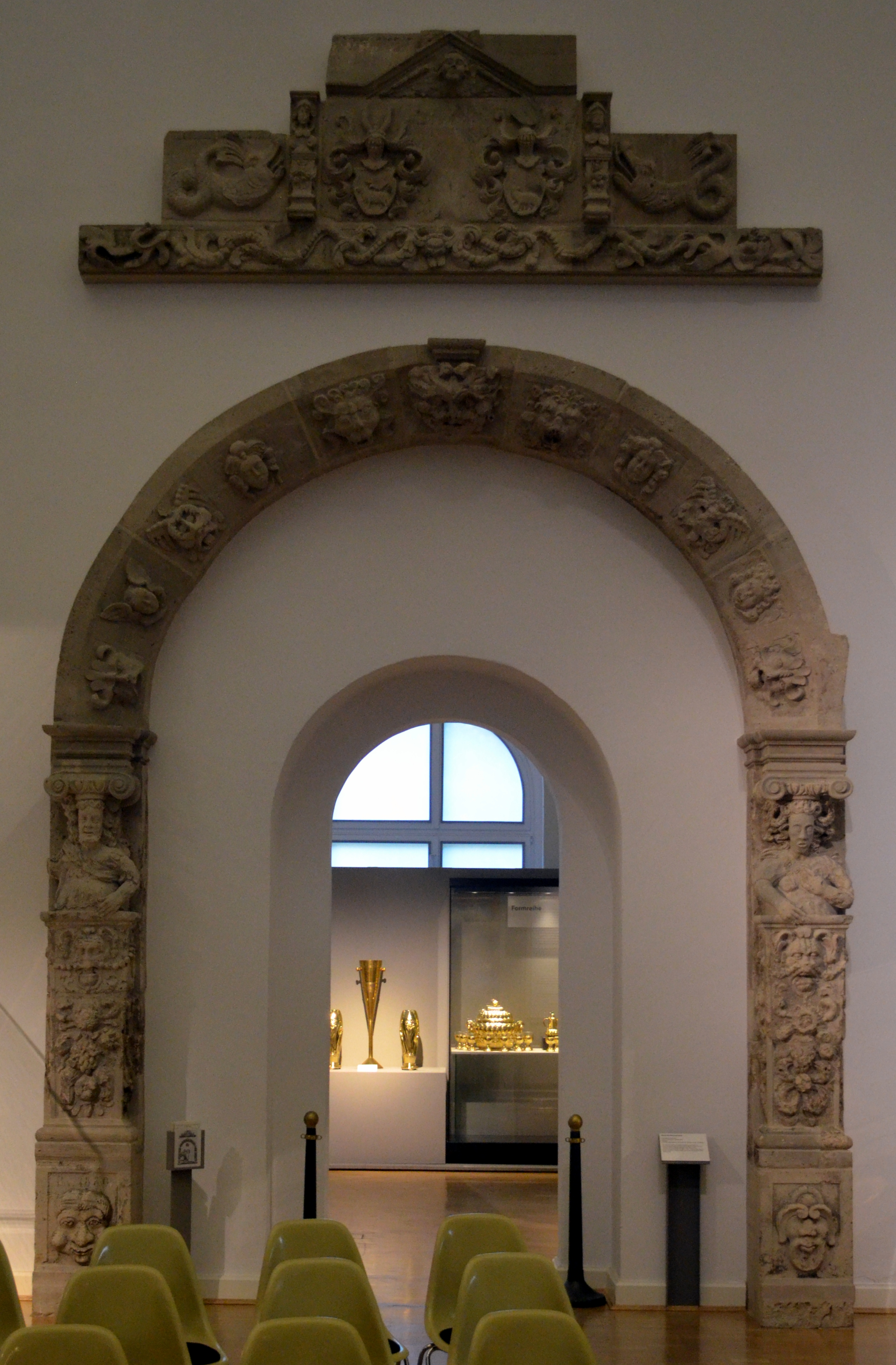
Die Reste des Mummetores. Es befindet sich seit 1975 im Städtischen Museum.

- 1708 bis 1858 oder 1859 Kaufmanns- und Handelsfamilie Häseler, in der Zeit erfolgte die Gestaltung des Portals mit dem Wappen der neuen Besitzer sowie eine Renovierung des Fachwerks im Obergeschoss. Bereits diese Familie begann dort Bier herzustellen. Das Braunschweigische Adressbuch aus den Jahren 1847[15] und 1858 verzeichnet noch immer einen Brauer Häseler als Besitzer des Hauses (Nr. 4/800).
- Für 1860 bis 1867 steht ein Schiffmummebrauer Merkel im Adressbuch.[16]
- In den Jahren 1868 bis 1887 ist hier der Schiffmummenbrauereibetrieb Wilhelm Kniep angegeben.[17] Er hatte auf der Fassade rechts die Werbeschrift: „Doppelte Schiffmumme … Wilhelm Kniep“. Das Dach hatte zwölf rechteckige Dachluken anstelle der später etwas anders ausgeführten zehn kleinen Dachfenster.
- Ab 1888 braute Franz Steger in diesem Gebäude Bier,[18] das dort auch im Ausschank erhältlich war. Zuvor hatte er eine Mummebrauerei in der Celler Heerstraße 172/173 betrieben. Steger warb auf der Fassade des Hauses mit den Aufschriften „Mumme-Brauerei“ (links) und „Stammhaus und Ausschank der Bier-Brauerei Franz Steger“ (rechts neben dem Portal). Ab etwa 1906 war die Fassade nur auf der rechten Seite mit „Mumme-Haus“ beschriftet, wie eine Postkarte aus dem Jahr 1941 zeigt.[19]